# Juan Carlos Bello
Juan Carlos Bello Angosto (Mollendo, 6 de enero de 1949), fue un destacado nadador peruano.

## Biografía
Casado con Joann Soriano con 3 hijos Juan Carlos, Joanna y Samantha. Realizó estudios escolares en los colegios Champagnat y Americano de Miraflores; luego estudió en la Universidad de Míchigan.
Más conocido como Johnny Bello, fue el nadador peruano más completo, dominaba los cuatro estilos, ganador de medallas en los sudamericanos y panamericanos de natación. En los Juegos Bolivarianos de Maracaibo ganó 12 medallas de oro. Participó en los Juegos Olímpicos de México 1968 y en los de Múnich de 1972. En la primera finalizó en cuarto lugar en la prueba de 200 metros individual combinado masculino mientras que en Múnich terminó en sétimo puesto en la misma prueba.
Dirigente deportivo, fue Presidente de la Federación Deportiva Peruana de Natación y del Club Surco. Es Vicepresidente de la Federación Deportiva Peruana de Natación, encargado de la Comisión de Natación & Aguas Abiertas (2009-2012). En el 2009, postuló a la Presidencia del Comité Olímpico Peruano.

Tiene una Academia de Natación ubicada en Jirón Montemar, 190 Santiago de Surco.

## Premios y reconocimientos
Recibió los Laureles Deportivos.